# Liste de femmes scientifiques
Cette liste est sans doute incomplète et peut-être mal ordonnée. Votre aide est la bienvenue !
Cette page liste des femmes scientifiques ayant contribué de manière significative au développement des sciences depuis l'Antiquité, classées par ordre alphabétique.
On peut aussi consulter une chronologie de la place des femmes dans les sciences, la liste des lauréates du prix Nobel ainsi qu'une liste de mathématiciennes et une liste de femmes architectes.
- Haut – A
- B
- C
- D
- E
- F
- G
- H
- I
- J
- K
- L
- M
- N
- O
- P
- Q
- R
- S
- T
- U
- V
- W
- X
- Y
- Z

## A
- Abella (active au XIVe), médecin
- Mary Abukutsa-Onyango (1959), spécialiste en physiologie végétale
- Bernice Ackerman (1925-1995), météorologue américaine
- Liliane Ackermann (1938-2007), biochimiste et microbiologiste
- Elizabeth Adams (v. 1892-1962), embryologiste et endocrinologue
- Nancy Adams (1926-2007), botaniste et illustratrice botanique
- Jane Addams (1860-1935), travailleuse sociale et réformatrice
- Agamédé (XIIe siècle av. J.-C.), médecin
- Elizabeth Cary Agassiz (1822-1907), naturaliste
- Aglaonice de Thessalie (ou Aganice) (date inconnue), considérée comme la première femme astronome de la Grèce antique
- Maria Gaetana Agnesi (1718-1799), mathématicienne
- Agnodice (IVe siècle av. J.-C.), première femme médecin à pratiquer légalement à Athènes
- Roma Agrawal, (1983 - ), ingénieure de structure
- Anna Åkerhjelm (1647-1693), archéologue
- Elizabeth Hattie Alexander (1901-1968), microbiologiste
- Ahn In-Young (1954), écologue
- Salamat Ahuoiza Aliu (1980-), neurochirurgienne
- Ousseina Alidou (1963-), linguiste et sociologue
- Geneviève Almouzni (1960-), biologiste, spécialiste de l’épigénétique
- Janaki Ammal (1897-1984), botaniste
- Nalini Anantharaman (1976-), mathématicienne
- Marie Anaut (1956-), psychologue, spécialiste de la résilience
- Elizabeth Garrett Anderson (1836-1917), médecin
- María de los Ángeles Alvariño González (1916-2005), océanographe, spécialiste du zooplancton
- Mary Anning (1799-1847), paléontologue
- Hélène Antonopoulo (1891-1944), sociologue
- Elena Aprile (1954-), physicienne des particules
- Margaret Archer (1943-2023), sociologue
- Mary Archer (1944-), physicienne
- Angela Ardinghelli (1728-1825), mathématicienne et physicienne
- Hannah Arendt (1906-1975), philosophe politique
- Elena García Armada (1971-), informaticienne et roboticienne
- Arété de Cyrène (Ve siècle av. J.-C. et VIe siècle av. J.-C.), philosophe d’Afrique du Nord
- Artémise de Carie (IVe siècle av. J.-C.), botaniste
- Barbara Askins (1939-), chimiste
- Aspasie de Milet (IVe siècle av. J.-C.), philosophe et scientifique
- Anna Atkins (1799-1871), botaniste
- Pauline Morrow Austin (1916-2011), physicienne et météorologue américaine
- Hertha Marks Ayrton (1854-1923), mathématicienne et physicienne

- Haut – A
- B
- C
- D
- E
- F
- G
- H
- I
- J
- K
- L
- M
- N
- O
- P
- Q
- R
- S
- T
- U
- V
- W
- X
- Y
- Z

## B
- Leïla Babès (-), sociologue
- June Bacon-Bercey (1928-2019), météorologue américaine
- Sara Josephine Baker (1873-1945), médecin et hygiéniste
- Leila Badre (1943-), archéologue
- Alice Ball (1892-1916), chimiste
- Giuseppa Eleonora Barbapiccola (active vers 1730), traductrice en italien de Descartes
- Françoise Barré-Sinoussi (1947), chercheuse en virologie ayant participé à la découverte du virus de l'immunodéficience humaine (VIH), prix Nobel de médecine 2008
- Jocelyn Barrow, pédagogue
- Florence Bascom (1862-1945), géologue
- Laura Bassi (1711-1778), mathématicienne et physicienne
- Diana Beck (1902-1956), neurochirurgienne
- Aphra Behn (v. 1640-1689), astronome
- Jocelyn Bell Burnell (1943-), astrophysicienne
- Ruth Benedict (1887-1948), anthropologue
- Juliana Berners (active 1460), religieuse auteure de livres sur la chasse, la fauconnerie et la pêche
- Martine de Bertereau (v. 1590-v. 1642), minéralogiste
- Thérèse Bertrand-Fontaine (1895-1987), médecin
- Hildegarde de Bingen (1099-1179), religieuse
- Isabella Bird Bishop (1831-1904), naturaliste, géographe et voyageuse
- Elizabeth Blackwell (1821-1910), médecin
- Mary Adela Blagg (1858-1944), astronome
- Gertrude Blanch (1897-1996), mathématicienne, spécialiste des fonctions de Mathieu
- Kathleen M. Blee (1953-), sociologue
- Danielle Bleitrach (1938-), sociologue
- Jocelyne Blouin (1950-2019), météorologue québécoise diplômée et présentatrice de météo au Canada.
- Dorotea Bocchi (1360–1436), professeure de médecine
- Marie Gillain Boivin (1773-1841), sage-femme
- Roberta Bondar (1945-), scientifique et astronaute
- Christiane Bonnelle, 1954-2016, physicienne
- Joëlle Bordet (1953-), sociologue
- Alice Middleton Boring (1883-1955), biologiste
- Clelia Grillo Borromeo (1684-1777), naturaliste
- Sam/Marie-Hélène Bourcier (1961-), sociologue
- Joëlle Boué (1930-1995), médecin, tests de dépistage génétique prénataux
- Janine Brouard (1941-), sociologue
- Léone Bourdel (1907-), anthropologue et psychologue
- Sophie Brahe (1556-1643), astronome et chimiste
- Mary Katharine née Layne, épouse Curran puis Brandegee (1844-1920), botaniste
- Madeleine Brès (1842-1922), première française à obtenir le diplôme de Docteur en Médecine
- Elizabeth Britton, née Knight (1858-1934), botaniste
- Matilda Moldenhauer Brooks (1888–1981), biologiste
- Harriet Brooks (1876-1933), première femme physicienne nucléaire canadienne.
- Lucia de Brouckère (1904-1982), chimiste
- Elizabeth Brown (1830-1899), astronome
- Margaret Bryan, (v. 1760-?), écrivaine scientifique
- Linda B. Buck (1947-), neurophysicienne (prix Nobel de médecine 2004)
- Mary Morland Buckland (1797-1857), naturaliste
- Milly Buonanno (-), sociologue
- Margaret Burbidge (1919-2020), astrophysicienne
- Judith Butler (1956-), philosophe
- Françoise Balibar (1941-), physicienne
- Geneviève Berger (1955-), médecin et biophysicienne
- Catherine Bréchignac (1946-), physicienne
- Nina Byers (1930-), physicienne

- Haut – A
- B
- C
- D
- E
- F
- G
- H
- I
- J
- K
- L
- M
- N
- O
- P
- Q
- R
- S
- T
- U
- V
- W
- X
- Y
- Z

## C
- Anna Cabré (1943), géographe et démographe
- Mary Whiton Calkins (1863-1930), psychologue
- Élodie Callac (1979- ), est une météorologiste française.
- Montserrat Calleja Gómez (1972-), physicienne
- Annie Jump Cannon (1863-1941), astronome
- Silvia Helena Cardoso (1963-), neurobiologiste
- Kathleen Carley (1956-), sociologue, chercheuse sur les réseaux sociaux
- Estrella Eleanor Carothers (1883-1957), biologiste
- Emma Perry Carr (1880-1972), chimiste
- Rachel Carson (1907-1964), biologiste autrice du célèbre Silent Spring (Le Printemps silencieux)
- Fabienne Casoli (1959-), astronome et astrophysicienne, première femme élue à l'Observatoire de Paris-PSL
- Amy Castle (1880-1971), entomologiste
- Nina Catach (1923 – 1997), linguiste
- Yvette Cauchois (1908-1999), physicienne
- Margaret Cavendish (1623-1673), scientifique
- Anny Cazenave (1944-), spécialiste de géodésie et océanographie spatiale, membre de l'Académie des Sciences française
- /  Merieme Chadid (1969), astronome
- Emmanuelle Charpentier (1968) microbiologiste, généticienne
- Émilie du Châtelet (1706-1749), mathématicienne
- Mary Agnes Meara Chase, née Merrill (1869-1963), agronome et botaniste
- Rachel Chikwamba, biogénéticienne
- Nancy Chodorow (1944-), sociologue, psychanalyste, spécialisée dans les études de genre.
- Yvonne Choquet-Bruhat (1923-), mathématicienne et physicienne, première femme élue à l'Académie des Sciences
- Mireille Cifali (1946-), historienne, psychanalyste, pédagogue
- Cornelia Clapp (1849-1934), zoologiste
- Agnes Mary Claypole (1870-1954), zoologiste
- Edith Jane Claypole (1870-1915), physiologiste
- Agnes Mary Clerke (1842-1907), vulgarisatrice en astronomie
- Anne de Gonzague de Clèves, princesse Palatine (1616-1680), correspondante de Descartes
- Miriam Cnop (1970), chercheuse et médecin spécialisée sur le diabète
- Jane Colden (1724-1766), botaniste
- Françoise Combes (1952-), astrophysicienne
- Anna Botsford Comstock (1854-1930), entomologiste et pédagogue
- Rosa Conde Guetiérrez del Álamo (1947-), sociologue
- Anita Conti (1899-1997), océanographe
- Suzanne Corkin, (1937-2016), neurobiologiste américaine
- A. Grace Cook (active au début du XXe), astronome
- Isabelle Cookson (1893-?), paléobotaniste
- Gerty Theresa Cori (1896-1957), médecin
- Pascale Cossart (1948-), chercheuse spécialisée en microbiologie cellulaire
- Heather Couper (1949-), astronome
- Ana Bela Cruzeiro (1957—) mathématicienne portugaise
- Clara Eaton Cummings (1853-1906), botaniste
- Maria Cunitz (1610-1664), astronome
- /  Marie Curie née Maria Skłodowska (1867-1934), chimiste (prix Nobel de physique en 1903 et prix Nobel de chimie en 1911)
- Florence Cushman (1860-1940), astronome

- Haut – A
- B
- C
- D
- E
- F
- G
- H
- I
- J
- K
- L
- M
- N
- O
- P
- Q
- R
- S
- T
- U
- V
- W
- X
- Y
- Z

## D
- /  Ingrid Daubechies (1954-), physicienne et mathématicienne
- Michelle Dawson (1961-), chercheuse
- Margaret Oakley Dayhoff (1925–1983), chimiste et bioinformaticienne
- Catherine Delcroix (1955-), sociologue
- Nathalie Demassieux (1884-1961), chimiste et universitaire
- Nathalie Deruelle (1952-), cosmologiste
- Lydia Maria Adams DeWitt (1859-1928), pathologiste et anatomiste
- Isala Van Diest (1842-1916), première femme belge médecin
- Amalie Dietrich (1821-1891), naturaliste et exploratrice
- Diotime (IVe siècle av. J.-C.), philosophe et scientifique
- Lucienne Divan (1920-2015), astrophysicienne
- Maria Dalle Donne (1778-1842), médecin
- Jennifer Doudna (1964-), biochimiste
- Amina Doumane (1990-), informaticienne théoricienne
- Kathleen Mary Drew-Baker (1901-1957), botaniste
- Marie-Louise Dubreil-Jacotin (1905-1972), mathématicienne
- Jeanne Dumée (1660?-1706), active vers 1680-1685, astronome
- Mary Knight Dunlap (en) (1910-1992), vétérinaire
- Marie Duru-Bellat (1950-), sociologue

- Haut – A
- B
- C
- D
- E
- F
- G
- H
- I
- J
- K
- L
- M
- N
- O
- P
- Q
- R
- S
- T
- U
- V
- W
- X
- Y
- Z

## E
- Alice Eastwood (1859-1953), botaniste
- Rosa Smith Eigenmann (1858-1947), ichtyologiste
- /  Mileva Einstein-Maric (1875-1948), physicienne
- Eva Ekeblad (1724-1786), scientiste
- Gertrude Elion (1918-1999), biochimiste (prix Nobel de médecine 1988)
- Taiwo Olayemi Elufioye, pharmacologue
- Enheduana (v. 2285-2250 av. J.-C.), astronome et poétesse sumérienne
- Sabine Erbès-Seguin (-), sociologue
- Maryse Esterle-Hedibel (1951-), sociologue
- Dorothea Leporin Erxleben (1715-1762), médecin

- Haut – A
- B
- C
- D
- E
- F
- G
- H
- I
- J
- K
- L
- M
- N
- O
- P
- Q
- R
- S
- T
- U
- V
- W
- X
- Y
- Z

## F
- Aleksandra Kornhauser Frazer, (1926-2000), chimiste et professeure
- Jacobina Felice (active vers 1322), médecin
- Mildred Adams Fenton (1899-1995), botaniste, paléontologue et géologue
- Margaret Clay Ferguson (1863-1951), biologiste
- Susan J. Ferguson (1962-), sociologue
- Marie Poland Fish (en) (1902-1989), ichtyologiste et océanographe
- Alice Cunningham Fletcher (1838-1923), ethnologue
- Williamina Fleming (1857-1911), astronome
- Dian Fossey (1932-1985), primatologue
- Lydia Folger Fowler (1822-1879), médecin
- Alexandra Forsythe (1918-1980), informaticienne
- Rosalind Franklin (1920-1958), chimiste et cristallographe
- Anna Freud (1895-1982), psychanalyste
- Uta Frith (1941), psychologue
- Madeleine Alberta Fritz (1896-1990), paléontologue
- Sakiko Fukuda-Parr (1950-), économiste du développement
- Margaret Fulford (en) (1904-), botaniste
- Elizabeth Fulhame (active vers 1794), chimiste
- Katherine Freese (1957), astrophysicienne

- Haut – A
- B
- C
- D
- E
- F
- G
- H
- I
- J
- K
- L
- M
- N
- O
- P
- Q
- R
- S
- T
- U
- V
- W
- X
- Y
- Z

## G
- Sulochana Gadgil (1944-), climatologue
- Helen Gaige (1890-1976), zoologiste
- Beatriz Galindo (vers 1465-1534), philosophe
- Andrea Gamarnik (1964-), biochimiste
- Françoise Gaspard (1945-), sociologue
- Zulma Brandoni de Gasparini (1944), paléontologue spécialiste des reptiles disparus
- Margaret Scott Gatty (1809-1873), botaniste spécialiste des algues
- Marthe Gautier (1925-2022), médecin, découvreuse de la trisomie 21
- Annie Gautier-Hion (1940-2011), primatologue et éthologue
- Ethel Sarel Barton Gepp, née Barton (en) (1864-1922), botaniste
- Sophie Germain (1776-1831), mathématicienne
- Lilian Suzette Gibbs (1870-1925), botaniste
- Alessandra Giliani (1307-1326), anatomiste
- Suzette Gillet (1893-1988), première femme en France à accéder à un poste de professeur d’université en géologie (Université de Strasbourg)[2].
- Kate Gleason (1865-1933), ingénieure
- Élisabeth Giacobino (1946), physicienne
- Helen Margaret Gilkey (1886-1972), botaniste
- Nicole Girard-Mangin (1878-1919), médecin
- Anne-Lise Giraud (1968), neuroscientifique
- Claire F. Gmachl (1967), physicienne
- Maria Goeppert-Mayer (1906-1972), physicienne, prix Nobel de physique, 1963
- Sabrina Gonzalez Pasterski (1993), physicienne
- Jane Goodall (1934-), primatologue, éthologue et anthropologue
- Micha Gorelick, data scientist
- Elizabeth Gould Bell (1862-1934), une des premières femmes médecin en Ulster
- Evelyn Boyd Granville (1924-), mathématicienne
- Catherine Littlefield Greene (1755-1814), inventrice
- Susan Greenfield (1951-), neurophysiologiste
- Eliza Standerwick Gregory (en) (1840-1932), botaniste
- Laima Griciūtė (1926-2018), oncologue
- Emmanuelle Génin, biologiste
- Geneviève Guitel (1895-1982), mathématicienne
- Claudine Guyton de Morveau (v. 1770-v. 1820), traductrice
- /  Viviana Grădinaru (1981-), neuroscientifique
- Eulalia Guzmán (1890-1985), archéologue

- Haut – A
- B
- C
- D
- E
- F
- G
- H
- I
- J
- K
- L
- M
- N
- O
- P
- Q
- R
- S
- T
- U
- V
- W
- X
- Y
- Z

## H
- Clara Haber-Immerwahr (1870-1915), chimiste
- Claudie Haigneré (1957-), médecin, astronaute
- Erna Hamburger (1911-1988), physicienne et première professeure des Écoles polytechniques suisses
- Margaret Hamilton (1936-), informaticienne et mathématicienne
- Donna Haraway (1944-), théoricienne des genres et de la technologie
- Anna J. Harrison (1912-1998), chimiste organique
- Margaret Harwood (1885-1979), astronome
- Katherine Hauptman (1970-), archéologue
- Harriet Boyd-Hawes (1871-1945), archéologue
- Martha Euphemia Lofton Haynes (1890-1980), mathématicienne
- Edith Heard (1965-), généticienne
- Nathalie Heinich (1955-), sociologue spécialiste de l'art contemporain
- Ágnes Heller (1929-), sociologue
- Suzana Herculano-Houzel (1972), neuroscientifique
- Claudine Hermann (1945-2021), physicienne, première professeure de physique à l'École polytechnique en France
- /  Caroline Herschel (1750-1848), astronome
- Regina Flannery Herzfeld (1904-2004), anthropologue
- Elisabeth Hevelius (1647-1693), astronome
- Marie Agnes Hinrichs (1892-1979), zoologiste
- Catherine Hill (1946), épidémiologiste
- Ruby Hirose (1904-1960), biochimiste et bactériologiste
- Trang Hoang, biochimiste et pharmacologue
- Dorothy Crowfoot Hodgkin (1910-1994), cristallographie, prix Nobel de chimie
- Natty Hollmann (es) (1949-), sociologue
- Susanne Holmström (1947-), sociologue
- Grace Hopper (1906-1992), informaticienne
- Margaret Lindsay Huggins (1848-1915), astronome
- Ida Henrietta Hyde (1857-1945), biologiste
- Libbie Henrietta Hyman (1888-1969), zoologiste
- Hypatie (370-415), mathématicienne et astronome

- Haut – A
- B
- C
- D
- E
- F
- G
- H
- I
- J
- K
- L
- M
- N
- O
- P
- Q
- R
- S
- T
- U
- V
- W
- X
- Y
- Z

### I
- Kateryna Iouchtchenko (1919-2001), chercheuse en informatique

- Haut – A
- B
- C
- D
- E
- F
- G
- H
- I
- J
- K
- L
- M
- N
- O
- P
- Q
- R
- S
- T
- U
- V
- W
- X
- Y
- Z

## J
- Mary Winston Jackson (1921-2005), mathématicienne et ingénieure en aérospatial
- Shirley Ann Jackson (1946), physicienne
- /  Jane Jacobs (1916-2006), écrivaine et militante
- Sophia Jex-Blake (1840-1912), médecin
- Katherine Johnson (1918-2020), physicienne, mathématicienne et ingénieure spatiale
- Sarah Catherine Jones (1965- ), professeure anglo-allemande de météorologie qui dirige le service météorologique allemand depuis le 1er août 2023
- Irène Joliot-Curie (1897-1956), chimiste et chercheuse en physique nucléaire, prix Nobel de chimie en 1935 avec son mari Frédéric Joliot
- Ellen Jorgensen (1955-), biologiste moléculaire
- Józefa Joteyko (1866-1928), médecin, psychologue, pédologue
- Danielle Juteau (1942), sociologue

- Haut – A
- B
- C
- D
- E
- F
- G
- H
- I
- J
- K
- L
- M
- N
- O
- P
- Q
- R
- S
- T
- U
- V
- W
- X
- Y
- Z

## K
- Josephine Kablick (1787-1863), botaniste et paléontologue originaire de Bohème
- Paula Kahumbu (1966), écologue
- Rana el Kaliouby (1978-), informaticienne
- Eugenia Kalnay (1942-), météorologue argentine et professeure émérite de sciences atmosphériques et océaniques
- Joyce Jacobson Kaufman (1929- ), chimiste et physicienne
- Fatoumata Kébé (1985), astrophysicienne
- Marcia Keith (1859-1950), physicienne
- Germaine Djuidje Kenmoe (1973) physicienne
- Lilyan Kesteloot (1931-2018), philologue
- Brigitte Kieffer (XXe siècle-XXIe siècle), neurobiologiste
- Mary Dixon Kies (XIXe siècle), inventrice
- Helen Dean King (1869-1955), biologiste
- Christine Kirch (v. 1696-1782), astronome
- Maria Margarethe Kirch (1670-1720), astronome
- Mélanie Klein (1882-1960), psychanalyste
- Lucie Kofler (1910-2004), botaniste, spécialiste de la physiologie végétale et mycologue
- Belita Koiller (1949), physicienne
- /  Dorothea Roberts, née Dorothea Klumpke (1861-1942), astronome
- Antonina Kłoskowska (1919 – 2001), sociologue
- Margaret E. Knight (1838-1914), inventrice
- Axelle Koch (2022), modelisatrice et physicienne du système sol-plante
- Karin Knorr Cetina (1944-), sociologue
- Lena Kolarska-Bobińska (1947-), sociologue
- Sofia Kovalevskaïa (1850-1891), mathématicienne
- Olga Grigoriyevna Kozlova (1931-1970), océanographe et géologue
- Katia Krafft (1942-1991), volcanologue
- Stephanie Kwolek (1923-2014), chimiste inventrice du kevlar

- Haut – A
- B
- C
- D
- E
- F
- G
- H
- I
- J
- K
- L
- M
- N
- O
- P
- Q
- R
- S
- T
- U
- V
- W
- X
- Y
- Z

## L
- Marie Louise Dugès La Chapelle (1769-1821), sage-femme
- Christine Ladd-Franklin (1847-1930), logicienne et psychologue
- Marcelle Lafont (1905-1982), chimiste, aviatrice, résistante et femme politique
- Marie-Jeanne de Lalande (1760-1832), astronome
- /  Hedy Lamarr (1914-2000), inventrice et actrice
- Hélène Langevin-Joliot, (1927-) physicienne
- Clara Ethelinda Larter (en) (1847-1936), botaniste
- Marie-Anne Pierrette Lavoisier, née Paulze (1758-1836), chimiste et illustratrice
- Roxie Collie Laybourne (1912-2003), ornithologue
- Henrietta Swan Leavitt (1868-1921), astronome
- Louise-Amélie Leblois (1860-1940) est la première femme à obtenir en France un doctorat ès sciences en 1888 (sciences naturelles).
- Nicole Le Douarin (1930-), biologiste
- Esther Lederberg (1922-2006), microbiologiste
- Martine Lefeuvre-Déotte (1951-), sociologue
- Inge Lehmann (1888-1993), sismologue
- Dorothée Le Maître (1896-1990), paléontologue
- Sarah Plumber Lemmon (1836-1923), botaniste
- Nichole-Reine Étable de la Brière Lepaute (1723-1788), astronome
- Rita Levi-Montalcini (1908-2012), neurologiste (prix Nobel de médecine en 1986)
- Barbara Liskov (1939-), informaticienne
- Martha Daniell Logan (en) (1702-1779), horticultrice
- Susana López Charretón (1957-), virologue
- Jane Wells Webb Loudon (1807-1858), botaniste
- Augusta Ada Byron Lovelace (1815-1851), mathématicienne
- Katharine Murray Lyell (1817-1915), botaniste
- Mary Horner Lyell (1808-1873), géologue

- Haut – A
- B
- C
- D
- E
- F
- G
- H
- I
- J
- K
- L
- M
- N
- O
- P
- Q
- R
- S
- T
- U
- V
- W
- X
- Y
- Z

## M
- Mariam Al Maadeed (-), professeure physique des sciences et matériaux
- Claire Magnon, chercheuse en cancérologie
- Margaret Eliza Maltby (1860-1944), physicienne
- Anna Mani (1918–2001), physicienne et météorologue indienne
- Irene Manton (1904-1988), botaniste
- Anna Morandi Manzolini (1716-1774), médecin et anatomiste
- Jane Haldimand Marcet (1769-1858), scientifique
- Maryse Marpsat (1951-), sociologue
- Lillien Jane Martin (1851-1943), psychologue
- Hilary Mason, data scientist
- Valérie Masson-Delmotte (1971-), paléoclimatologue
- Claire Mathieu (1965-), mathématicienne et informaticienne
- Annie Russell Maunder (1868-1947), astronome
- Antonia Caetana de Pavia Maury (1866-1952), astronome
- Carlotta Joaquina Maury (1874-1938), paléontologue
- /  Maria Goeppert-Mayer (1906-1972), physicienne
- Nonna Mayer (1948-), sociologue, politologue
- Barbara McClintock (1902-1992), généticienne (prix Nobel de médecine 1992)
- Mary Alice McWhinnie (1922-1980), biologiste
- Margaret Mead (1901-1978), anthropologue culturelle
- Lise Meitner (1878-1968), chercheuse en physique nucléaire
- Polina Mendeléef (1888-1958), zoologiste
- Maud Menten (1879-1960), biochimiste
- Mercuriade (XIVe siècle), médecin
- Anna Maria Sibylla Merian (1647-1717), artiste et naturaliste
- Vera Lúcia de Miranda Guarda (1963-), docteure en sciences pharmaceutiques
- María Teresa Miras Portugal (1948), biochimiste et biologiste moléculaire
- Maryam Mirzakhani (1977-2017), mathématicienne, médaille Fields[3]
- Maria Mitchell (1818-1889), astronome
- Rita Levi-Montalcini (1909-), neurologue, prix Nobel
- Éliane Montel (1898-1993), physico-chimiste
- Maria Montessori (1870-1952), médecin
- Claudine Montgelard (1958), biologiste
- Melba Roy Mouton (1929-1990), mathématicienne
- Métrodora (Ier  ou  IIe siècle av. J.-C.), sage-femme
- Hélène Metzger, née Bruhl (1889-1944), chimiste et historienne des sciences
- /  Carolina Michaëlis de Vasconcelos (1851 - 1925), philologue
- Olive Thorne Miller (1831-1918), naturaliste
- Maria Mitchell (1818-1889), astronome
- Minoo Mohraz (1946-), médecin spécialiste du VIH/sida
- Lillian Moller Gilbreth (1878–1972), psychologue du travail et ingénieure industrielle
- Tarquinia Molza (1542-1617), philosophe et poétesse
- Ruth Moufang (1905-1977), mathématicienne
- Liane Mozère (1939-2013), sociologue
- Maud Kamatenesi Mugisha (1969), botaniste et zoologue
- Sylviane Muller (1952-), immunologiste
- Mary Murtfeldt (1848-1913), biologiste
- Florence Violet McKenzie (1890-1982), ingénieur en génie électrique

- Haut – A
- B
- C
- D
- E
- F
- G
- H
- I
- J
- K
- L
- M
- N
- O
- P
- Q
- R
- S
- T
- U
- V
- W
- X
- Y
- Z

## N
- Anna Nagurney (1954-), mathématicienne et économiste, chercheuse sur les réseaux sociaux
- Catherine Namono, archéologue, anthropologue
- Deanna Needell, mathématicienne
- Ann Nelson (1958-), physicienne
- Urtė Neniškytė (1983-), neuroscientifique
- Florence Nightingale (1820-1910), infirmière
- Emmy Noether (1882-1935), mathématicienne et physicienne
- Virginia T. Norwood (1927-2023), physicienne
- Helga Nowotny (1937-), sociologue
- Christiane Nüsslein-Volhard (1942-), généticienne et biologiste (prix Nobel de médecine en 1995)
- Zelia Nuttall (1857–1933), américaniste
- Dorothy Wanja Nyingi, zoologue spécialisée en ichtyologie

- Haut – A
- B
- C
- D
- E
- F
- G
- H
- I
- J
- K
- L
- M
- N
- O
- P
- Q
- R
- S
- T
- U
- V
- W
- X
- Y
- Z

## O
- Olympias (Ier siècle av. J.-C.), sage-femme
- Annemarie Ohler (1960), zoologue spécialisée en herpétologie
- Naomi Oreskes (1958-), géologue, historienne des sciences, professeure d'université
- Eleanor Anne Ormerod (1828-1901), biologiste
- Maria Ossowska (1896–1974), sociologue
- Elinor Ostrom (1933-2012), économiste (prix Nobel d'économie 2009)
- Christine Ouinsavi (1975), chercheuse spécialisée en biologie forestière

- Haut – A
- B
- C
- D
- E
- F
- G
- H
- I
- J
- K
- L
- M
- N
- O
- P
- Q
- R
- S
- T
- U
- V
- W
- X
- Y
- Z

## P
- Olga Paris-Romaskevich, mathématicienne
- Bertha Parker Pallan (1907-1978), archéologue
- Valeria de Paiva, informaticienne brésilienne
- Marie-Anne Pierrette Paulze (1758-1836), chimiste
- Edith Marion Patch (1876-1954), entomologiste
- /  Cecilia Payne-Gaposchkin (1900-1979), astronome
- Florence Peebles (1874-1956), biologiste
- Josephine Pemberton, biologiste
- Mary Engle Pennington (1872-1952), chimiste
- Maria Isaura Pereira de Queiróz (1918-2018), sociologue
- Marguerite Perey (1909-1975), chimiste
- Mirta Roses Periago (1945), épidémiologiste
- Martyne Perrot (1946-), sociologue
- Alice Perry (1885-1969), ingénieure, géomètre et topographe. Première femme irlandaise à obtenir un diplôme d'ingénieure.
- Christine Petit (1948-), généticienne
- Gulli Petrini (1867-1941), physicienne
- Maria Pettracini (1759-1791), médecin et anatomiste
- Lois Ann Pfiester (1936-1992), botaniste
- Almira Hart Lincoln Phelps (1793-1884), pédagogue
- Claudine Picardet (1735-1820), chimiste, minéralogiste, météorologue
- Jacqueline Picoche (1928-), linguiste spécialisée en lexicologie
- Louise du Pierry (1746-?), astronome
- Marie-Paule Pileni (1950-), physico-chimiste
- Monique Pinçon-Charlot (1946-), sociologue
- Elena Cornaro Piscopia (1646-1684), mathématicienne
- Trotula Platearius (vers 1000), médecin
- Beatrix Potter (1866-1943), mycologue
- Jurgenne H. Primavera (1947-), scientifique du milieu marin
- Pythias d'Assos (IVe siècle av. J.-C.), zoologiste

- Haut – A
- B
- C
- D
- E
- F
- G
- H
- I
- J
- K
- L
- M
- N
- O
- P
- Q
- R
- S
- T
- U
- V
- W
- X
- Y
- Z

## Q
- Caroline Quach-Thanh, pédiatre, microbiologiste et épidémiologiste
- Anne Querrien (1945-), sociologue

- Haut – A
- B
- C
- D
- E
- F
- G
- H
- I
- J
- K
- L
- M
- N
- O
- P
- Q
- R
- S
- T
- U
- V
- W
- X
- Y
- Z

## R
- Aleksandra Radenovic, (1975-), biophysicienne
- Gitanjali Rao (2005-), innovatrice dans les disciplines STIM
- Martha Laurens Ramsey (1718-1811), agronome
- Lisa Randall (1962-), physicienne
- Mary Jane Rathbun (1860-1943), zoologiste
- Mildred Rebstock (1919-2011), chimiste
- Marjorie Rice (1923-2017), mathématicienne amatrice
- Ellen Swallow Richards (1842-1911), chimiste
- Else von Richthofen (1874-1973), chercheuse en sciences sociales
- Chantal Rittaud-Hutinet (1942-), linguiste
- /  Régine Robin (1939-2021), historienne et sociologue
- Elizabeth Roemer (1929 – 2016), astronome
- Varvara Roudneva (1842-1899), médecin
- Cécile Rouleau (1905-1999), sociologue
- Marilise Neptune Rouzier, écrivaine, biologiste, ethnobotaniste
- Clémence Royer (1830-1902), philosophe
- Vera Rubin (1928 – 2016), astronome

- Haut – A
- B
- C
- D
- E
- F
- G
- H
- I
- J
- K
- L
- M
- N
- O
- P
- Q
- R
- S
- T
- U
- V
- W
- X
- Y
- Z

## S
- Rena Florence Sabin (1871-1953), anatomiste et hygiéniste
- Omowunmi Sadik (1964), chimiste
- Fatima Sadiqi (1953-), linguiste et étude de genre
- Danielle de Saint-Jorre, linguiste
- Laure Saint-Raymond (née en 1975), mathématicienne
- Ethel Sargant (1863-1918), biologiste
- Celeste Saulo (1964- ) météorologue
- Sue Savage-Rumbaugh (1946), primatologue
- Saskia Sassen (1949-), sociologue
- Caterina Scarpellini (1808-après 1872), astronome
- Elisabeth Schiemann (1881-1972), botaniste et généticienne
- Dominique Schnapper (1934-), sociologue et politologue
- Petra Schwille (1968-), biophysicienne
- /  Sara Seager (1971), astronome et planétologue
- Martine Segalen (1940-2021), sociologue, ethnologue et anthropologue
- Florence Barbara Seibert (1897–1991), biochimiste
- Ellen Churchill Semple (1863-1932), géographe
- Monique Sené (1936-), physicienne
- Sudipta Sengupta, géologue
- Louise-Anastasie Serment (1642-1692), naturaliste
- Jane Sharp (active vers 1671), sage-femme
- Joanne Simpson (née Joanne Gerould; 1923 – 2010), première femme à recevoir un doctorat en météorologie aux États-Unis
- Lucy Sistare Say (1801-1885), illustratrice scientifique
- Régine Sirota (-), sociologue
- Julia Slingo (1950 -), météorologue et climatologue britannique qui a été scientifique en chef au Met Office de 2009 à 2016
- Annie Morrill Smith (1856-1946), botaniste
- Dorothy E. Smith (1926-2022), Royaume-Uni-sociologue et théoricienne des genres
- Mary Somerville (1780-1872), physicienne
- Sabina Spielrein (1885-1942), médecin, psychanalyste
- Norah Dowell Stearns (1890 - ?), hydrogéologue
- Nettie Stevens (1861-1912), généticienne
- Florence van Straten (1913-1992), physicienne de l'atmosphère
- /  Ileana Streinu (-), informaticienne théoricienne et mathématicienne
- Donna Strickland (1959), physicienne en optique (prix Nobel de physique en 2018)
- Lorenza Strozzi (1515-1591), naturaliste
- Anna Sundström (1785-1871), chimiste

- Haut – A
- B
- C
- D
- E
- F
- G
- H
- I
- J
- K
- L
- M
- N
- O
- P
- Q
- R
- S
- T
- U
- V
- W
- X
- Y
- Z

## T
- Ida Noddack Tacke (1896-1978), physicienne et chimiste
- Irène Tamba (1940-), linguiste
- Tapputi-Belatekallim (vers 1200 av. J.-C.), chimiste babylonienne
- Helen Taussig (1898-1986), médecin pédiatre et cardiologue
- Ruth Teitelbaum (1924-1986), informaticienne
- /  Maria Telkes (1900-1995), biophysicienne
- Théano (VIe siècle av. J.-C.), philosophe, mathématicienne et physicienne
- Stéphanie Thiébault (-), paléo-archéobotaniste
- Marie-Geneviève-Charlotte Thiroux d'Arconville (1720-1805), chimiste
- Beatrice Tinsley (1941-1981), astronome et cosmologue. L'Union américaine d'astronomie a fondé le prix Beatrice M. Tinsley.
- Irène Théry (1952-), sociologue
- Lise Thiry (1921-), médecin
- Anna Thynne (1806-1866), zoologiste marine
- Maria Teresa Torti (1951-2001), sociologue
- Mary Treat (1830-1923), entomologiste et botaniste
- Maria Turlejska (pl) (1918-2004), sociologue
- France Winddance Twine (1960-), sociologue et ethnographe
- Marie-Antoinette Tonnelat (1912-1980), physicienne théoricienne
- Marie Tharp (1920-2006), géologue, cartographe et océanographe

- Haut – A
- B
- C
- D
- E
- F
- G
- H
- I
- J
- K
- L
- M
- N
- O
- P
- Q
- R
- S
- T
- U
- V
- W
- X
- Y
- Z

## U
- Julia Uddén (-), neuroscientifique

- Haut – A
- B
- C
- D
- E
- F
- G
- H
- I
- J
- K
- L
- M
- N
- O
- P
- Q
- R
- S
- T
- U
- V
- W
- X
- Y
- Z

## V
- Isala Van Diest (1842-1916), première femme médecin belge
- Dorothy Vaughan (1910-2008), mathématicienne et informaticienne
- Suzanne Zélie Pauline Veil (1886-1956), chimiste
- Jacqueline Vignaud (1925-2016), neuroradiologue
- Jeanne Villepreux-Power (1794-1871), naturaliste
- Cécile Vogt, née Mugnier (1875-1962), neurologue
- Katharina Sophia Volz (1984-), docteure en biotechnologie
- Gordana Vunjak-Novakovic (1948-), professeure génie biomédical

- Haut – A
- B
- C
- D
- E
- F
- G
- H
- I
- J
- K
- L
- M
- N
- O
- P
- Q
- R
- S
- T
- U
- V
- W
- X
- Y
- Z

## W
- Mary Edwards Walker (1832-1919), chirurgienne
- Henriette Walter (1929-), linguiste
- Margaret Floy Washburn (1871-1939), psychologue
- Wendy Watson-Wright (-), docteure en physiologie
- Beatrice Webb (1858-1943), socialiste et théoricienne du social
- /  Johanna Weber (1910-2014), mathématicienne et aérodynamicienne
- Florence Weber (1958-), sociologue et ethnologue
- Karla Wege (1930 ou 1931-2021), météorologue allemande
- Sue Whitesides (-), informaticienne et mathématicienne
- Sarah Frances Whiting (1846-1927), physicienne
- Mary Watson Whitney (1847-1921), astronome
- Anna Wierzbicka (1938-), linguiste
- Catherine Wihtol de Wenden (-), sociologue
- Dessima Williams (-), sociologue
- Jeannette Wing (1956-), informaticienne
- Anna Winlock (1857-1904), astronome
- Mary Wollstonecraft (1759-1797), réformatrice sociale
- Julielynn Wong, médecin
- Dorothy Wrinch (1894-1976), mathématicienne
- /  Chien-Shiung Wu (1912-1997), physicienne
- /  Sau Lan Wu (-), physicienne des particules

- Haut – A
- B
- C
- D
- E
- F
- G
- H
- I
- J
- K
- L
- M
- N
- O
- P
- Q
- R
- S
- T
- U
- V
- W
- X
- Y
- Z

## Y
- Marina Yaguello (1944-), linguiste
- /  Ipek Yalcin Christmann (1979), neurobiologiste
- Rosalyn Sussman Yalow (1921-2011), physicienne (prix Nobel de médecine en 1977)
- Andrée Yanacopoulo (1927-), sociologue
- K. Aslihan Yener (1946), archéologue
- Roger Arliner Young (1889-1964), zoologiste et biologiste
- Tu Youyou (1930), pharmacologue

- Haut – A
- B
- C
- D
- E
- F
- G
- H
- I
- J
- K
- L
- M
- N
- O
- P
- Q
- R
- S
- T
- U
- V
- W
- X
- Y
- Z

## Z
- Mayana Zatz (1947), biologiste moléculaire et généticienne
- Debrework Zewdie, immunologiste impliquée au niveau mondial dans la lutte contre le SIDA
- Marlene Zuk, biologiste (spécialiste de biologie évolutionniste), écologue